# Aleksander Daszkiewicz
Aleksander Daszkiewicz (ur. w 1940, zm. 16 stycznia 2016 w Poznaniu) – polski kulomiot oraz trener lekkoatletyczny (pchnięcie kulą, rzut dyskiem).

## Życiorys
Był absolwentem Technikum Weterynaryjnego we Wrześni oraz Akademii Wychowania Fizycznego w Poznaniu. Jako kulomiot reprezentował barwy klubów z Wielkopolski: LZS-LKS Września, Warta Poznań i AZS Poznań. Jego największym sukcesem zawodniczym było zajęcie 5 miejsca podczas 12. Mistrzostw Polski Juniorów w Olsztynie w 1958 roku. W 1965 roku podjął pracę trenera w Lumelu Zielona Góra; w klubie tym zakończył w 1968 roku karierę zawodniczą. Następnie przeniósł się na Górny Śląsk, gdzie pracował w Górniku Zabrze. Po jego opieką pozostawali m.in. tacy zawodnicy jak Edward Sarul (mistrz świata w pchnięciu kulą z Mistrzostw Świata w Lekkoatletyce w 1983) i Beata Habrzyk (7-krotna mistrzyni Polski w pchnięciu kulą) czy dyskobole: Urszula Płusa oraz Mirosław Jasiński. W latach 80. XX wieku był trenerem kadry narodowej w pchnięciu kulą, gdzie pod jego opieką pozostawał m.in. Helmut Krieger.
Spoczywa na cmentarzu parafialnym w Kicinie.